# اچ‌ام‌اس برویک (۶۵)
اچ‌ام‌اس برویک (۶۵) (به انگلیسی: HMS Berwick (65)) یک کشتی بود که طول آن ۶۳۰ فوت (۱۹۰ متر) بود. این کشتی در سال ۱۹۲۶ ساخته شد.